# Ryotaro Nakai
Ryotaro Nakai (中井 良太郎, Nakai Ryōtarō), né le 4 février 1887 et mort le 13 décembre 1953, était un militaire japonais.

## Biographie
Il est nommé colonel le 1er août 1930, puis major général, 6 ans plus tard, le 1er août 1936. Il commande le 15e régiment d'infanterie de 1935 à 1936. De 1939 à 1940, il commande la 106e division d'infanterie en Chine. Il participe à la Bataille de Changsha en 1939, lors de la guerre sino-japonaise de 1937-1945. Il est nommé lieutenant général le 9 mars 1941.